# Сухиничский уезд
Сухиничский уезд — административно-территориальная единица Калужской губернии, существовавшая в 1927—1929 годах.
Сухиничский уезд был образован постановлениями ВЦИК от 11 июля и 10 октября 1927 года. В его состав вошли следующие территории упразднённых тогда же уездов:
- из Козельского уезда — Вейнская, Вязовская, Дешовская, Ивановская, Каменевская, Перестряжская, Сухиничская и Ягодная волости
- из Мещовского уезда — Мещовская, Мошонская, Серпейская и Троснянская волости
- из Мосальского уезда — Мосальская волость.

При этом Ягодная волость была присоединена к Вейнской, а Дешовская и Ивановская волости объединены в Козельскую.
Постановлением от 25 июня 1928 года была упразднена Каменевская волость, а в Мосальскую включены три населённых пункта из Мятлевского уезда.
В 1929 году Сухиничский уезд был упразднён, а его территория передана частью в Сухиничский округ Западной области.